# Калинка (Тульчинський район)
Кали́нка — село в Україні, у Томашпільській селищній громаді Тульчинського району Вінницької області. Населення становить 278 осіб.

## Населення

### Мова
Розподіл населення за рідною мовою за даними перепису 2001 року:
| Мова       | Кількість | Відсоток |
| ---------- | --------- | -------- |
| українська | 274       | 98.56%   |
| російська  | 3         | 1.08%    |
| румунська  | 1         | 0.36%    |
| Усього     | 278       | 100%     |

## Історія
На 1880 р. село Ельжбетівка належало до Рожнятівської волості Ямпільського повіту Подільської губернії. Було 292 мешканці. У власності селян — 462 десятини, поміщика Ґродзького — 280 десятин (попередніми власниками були Ґіжицькі, Ліпінський). Село належало до парафії Томашпіль.
7 (20) листопада 1917 року, відповідно до Третього Універсалу Української Центральної Ради, увійшло до складу Української Народної Республіки.
З 7 березня 1923 року в складі Бабчинецького району Могилівської округи.
З 1931 у складі Чернівецького району.
7 червня 1946 року Ельжбитівка перейменована на Калинку, Ельжбитівська сільська рада — на Калинківську.
12 червня 2020 року, відповідно до Розпорядження Кабінету Міністрів України від  № 707-р «Про визначення адміністративних центрів та затвердження територій територіальних громад Вінницької області», увійшло до складу Томашпільської селищної громади.
19 липня 2020 року, в результаті адміністративно-територіальної реформи та ліквідації  Томашпільського району, увійшло до складу новоутвореного Тульчинського району.